# 特尔玛·蒙泰罗
特尔玛·蒙泰罗（葡萄牙語：Telma Monteiro，1985年12月27日—），葡萄牙女子柔道运动员。她曾代表葡萄牙参加2008年、2012年、2016年和2020年夏季奥林匹克运动会柔道比赛，其中2016年奥运会获得一枚铜牌。